# Jerry Doyle
Jerry Doyle, född 16 juli 1956 i Brooklyn i New York, död 27 juli 2016 i Las Vegas, var en amerikansk skådespelare, internationellt mest känd för sin roll som Michael Garibaldi i science fiction-serien Babylon 5. Han var tidigare gift med skådespelerskan Andrea Thompson, som spelade rollen som telepaten Talia Winters i de två första säsongerna av Babylon 5.
På senare tid var han i sitt hemland mest känd för sitt dagliga radioprogram The Jerry Doyle Show som sändes i flera delstater. Programmet gav främst utrymme åt Doyles konservativa politiska åsikter. År 2000 ställde han upp i valet till USA:s representanthus för det Republikanska partiet men blev inte invald. Sedermera bröt han samarbetet med republikanska partiet och såg sig som partipolitiskt oberoende.